# Дубинський Ростислав Давидович
Ростислав Давидович Дубинський (англ. Rostislav Dubinsky; нар. 23 листопада 1923, Київ, Українська СРР, СРСР — пом. 3 грудня 1997, Блумінгтон, США) — радянський і американський скрипаль, педагог, народний артист РРФСР.

## Біографія
Ростислав Давидович Дубинський народився 23 листопада 1923 року в Києві у родині Давида та Євгенії Дубинських. Його батько був скрипалем і першим учителем. Після цього переїхав до Одеси, де навчався в Одеській музичній школі у Петра Столярського, учнями якого були Натан Мільштейн та Давид Ойстрах. У 1933 році сім'я переїхала до Москви, де він навчався в Центральній музичній школі при Московської консерваторії. Після закінчення музичної школи вступив до Московської консерваторії. Під час німецько-радянської війни разом з консерваторією евакуювався до Пензи. Ще в 1942 році починав грати в квартеті. У 1945 році вирішив професійно займатися камерною музикою.
У 1945 році заснував Московський філармонічний квартет разом з учнями Московської консерваторії з класу камерної музики під керівництвом Мікаела Теріана, де став першою скрипкою. У 1946 році квартет дебютував у Московській консерваторії, а з 1954 року ансамбль став відомий як Квартет імені Бородіна.
У червні 1976 року Дубинський емігрував з СРСР разом з дружиною піаністкою Любов'ю Едліною. Того ж року вони разом з віолончелістом Юлієм Туровським заснували тріо Бородіна. Дебютували в липні 1977 року в США, потім виступили в 1978 році в Лондоні в Вігмор-Холі. У 1992 році Туровського замінив Американський віолончеліст угорського походження Ласло Варга. Протягом 20 років тріо Бородіна знаходилося в Нью-Йорку, виступаючи на моцартівських фестивалях і в Карнегі-хол.
Виступав також з дружиною як дует Дубинського. У 1976—1981 роках викладав у консерваторіях Гааги і Ротердама (Нідерланди). З 1981 року викладав у музичній школі Університету Індіани в Блумінгтоні (США).
1 жовтня 1997 року у нього був діагностований рак легенів. Помер 3 грудня 1997 року в Блумінгтоні.

## Нагороди та премії
- Заслужений артист РРФСР (1967).
- Державна премія РРФСР імені М. і. Глінки (1968) за концертні програми (1965—1966) і (1966—1967).
- Народний артист РРФСР (1974).